# Bounce with Me
Bounce with Me는 미국의 래퍼 바우 와우의 Xscape 피처링 싱글이다. 데뷔 음반 Beware of Dog에서 가져온 바우 와우의 데뷔 싱글이다. 배리 화이트의 싱글 샘플 "Love Serenade (Part II)"를 샘플링하였다. 미국 랩 차트 1위에서 1위를 9주간 유지했고, 빌보드 핫 100에서 20위를 차지했다. 이 노래는 영화 빅 마마 하우스와 하드볼 예고편에 등장했다. R.O.C.가 등장하는 라디오 리믹스 및 확장판, 그리고 Lil' Mo도 발매되었다.

## 차트

### 주간 차트
Illegal chart entered Billboardrhythmic|8
| 차트 (2000–2001)                    | 최고 순위 |
| ----------------------------------- | --------- |
| 오스트레일리아 (ARIA)               | 48        |
| 호주 어반 (ARIA)                    | 14        |
| 미국 빌보드 핫 100                  | 20        |
| 미국 핫 알앤비/힙합 송 (《빌보드》) | 1         |
| 미국 핫 랩 송 (《빌보드》)          | 1         |

### 연말 차트
| 차트 (2000)                           | 순위 |
| ------------------------------------- | ---- |
| US Billboard Hot 100                  | 94   |
| US Hot R&B/Hip-Hop Songs (Billboard)  | 22   |
| US Hot Soundtrack Singles (Billboard) | 6    |